# Rômulo Arantes
Rômulo Duncan Arantes Junior (Rio de Janeiro, 12 de junho de 1957 — Maripá de Minas, 10 de junho de 2000), foi um nadador, ator, cantor, músico e  empresário brasileiro. É pai do ator e empresário Rômulo Arantes Neto.

## Carreira
Rômulo Arantes participou de três Jogos Olímpicos: Munique 1972, onde participou das provas dos 100 metros costas, 200 metros costas e dos 4x100 metros medley (onde foi à final e terminou em quinto lugar); Montreal 1976, onde esteve nas provas dos 100 e 200 metros costas e 100 metros borboleta, não chegando à final; e Moscou 1980, onde esteve nos 100 metros costas (não chegando à final) e nos 4x100m medley (onde chegou à final, terminando em oitavo lugar). No Campeonato Mundial de Esportes Aquáticos de 1973 realizado em Belgrado, o primeiro mundial da história, ele terminou em sétimo lugar nos 100 metros costas, batendo o recorde sul-americano com a marca de 1m00s37. Nos 200 metros costas, não se classificou para a final, mas também bateu o recorde sul-americano, com a marca de 2m12s98.
Na Universíade de 1977, foi medalha de ouro nos 100 metros costas, com a marca de 58s45. E na Universíade de 1981, obteve a medalha de bronze na mesma prova, fazendo 58s24. Rômulo foi o primeiro medalhista brasileiro em mundiais. No Campeonato Mundial de Esportes Aquáticos de 1978, realizado em Berlim, na Alemanha Ocidental, ele obteve a medalha de bronze na prova dos 100 metros costas, com a marca de 58s01. Nos Jogos Pan-Americanos de 1979 foi medalha de prata na prova dos 100 metros costas. Também ganhou a medalha de bronze no revezamento 4x100m livre, em ambos batendo o recorde sul-americano. Entre 1977 e 1981 Rômulo treinou na Universidade de Indiana.
Após alguns trabalhos paralelos como ator, encerrou a carreira na natação em 1987 para focar-se na atuação. Em 1998 lançou seu primeiro álbum como cantor country com o título de Alma de Peão.

## Morte
Faleceu num acidente de ultraleve no ano 2000, dois dias antes de completar 43 anos, na cidade de Maripá de Minas, em Minas Gerais. No acidente morreu também o co-piloto, Fábio Amorim Ribeiro Ruivo, de 24 anos. O ex-nadador possuía uma fazenda na região, onde também morava sua esposa, a empresária Valéria Braga. Ele viajava em um ultraleve monomotor, modelo Pelicano (prefixo 2347) que, por volta das 10h30, teria sofrido uma pane antes de cair. Seu corpo foi enterrado no Cemitério Municipal de Bicas, cidade vizinha de Maripá de Minas.

## Filmografia

### Televisão
| Ano  | Título            | Personagem               | Notas                        |
| ---- | ----------------- | ------------------------ | ---------------------------- |
| 1981 | Brilhante         | Omar Silva               |                              |
| 1982 | O Homem Proibido  | José Marcos              |                              |
| 1982 | Caso Verdade      | Guga                     | Episódio: "A Volta por Cima" |
| 1982 | Paraiso           | João Gilberto            | Episódio: "22 de agosto"     |
| 1984 | Corpo a Corpo     | Ele mesmo                | Episódio: ''26 de novembro'' |
| 1984 | Vereda Tropical   | Professor de Téo         | Episódio: "18 de dezembro"   |
| 1985 | A Gata Comeu      | Lupércio                 | Episódio: "19 de outubro"    |
| 1987 | Direito de Amar   | Nelo Barbosa             |                              |
| 1987 | Sassaricando      | Adônis dos Santos Arruda |                              |
| 1990 | Pantanal          | Levi                     |                              |
| 1990 | Riacho Doce       | Julião                   | Episódio: "5 de outubro"     |
| 1992 | Perigosas Peruas  | Otávio Leitão (Téio)     |                              |
| 1993 | Sex Appeal        | Maurício                 |                              |
| 1993 | Você Decide       | Eduardo                  | Ep.: "Papai ou mamãe"        |
| 1994 | Quatro por Quatro | Pedro Pereira (Pedrão)   |                              |
| 1996 | Vira-Lata         | Ítalo Batalha            |                              |
| 1996 | Xica da Silva     | Geraldo Capataz          |                              |
| 1997 | Canoa do Bagre    | Pedro                    |                              |
| 1999 | Você Decide       | —                        | Ep: Um Lance maior           |
| 2000 | Zorra Total       | Açougueiro               |                              |

### Cinema
| Ano  | Título          | Personagem |
| ---- | --------------- | ---------- |
| 1984 | Blame It on Rio | Diego      |
| 1984 | Patriamada      | Téo        |
| 1986 | Hell Hunters    | Tonio      |
| 1987 | Leila Diniz     | Toquinho   |

## Discografia
- Alma de Peão (1998)